# Josep Barberà i Suqué
Josep Barberà i Suqué   (Reus, 1923 - Sant Cugat del Vallès, 2000) (en algunes fonts el segon cognom està incorrectament escrit com a Sauqué) va néixer a Reus, Baix Camp, el 1923 i va morir a Sant Cugat del Vallès el 2000. Va ser un excursionista i escalador català.

## Biografia
En la postguerra va anar a viure a Barcelona i es va vincular al Club Muntanyenc Barcelonès el 1941. El 1944 formà part de la secció Grup d'Alta Muntanya (GAM) d'aquest club i el mateix any fundà a Sant Cugat, ciutat on va anar a viure, una delegació del Club Muntanyenc que va presidir els anys 1969-72. El 1947 es va fer soci del Centre Excursionista de Catalunya i del Centre Acadèmic d'Escalada (CADE), una secció del Centre. El 1983 es va vincular a la Federació d'Entitats Excursionistes de Catalunya (FEEC).
Com a escalador va fer la primera ascensió hivernal estatal al Toubkal el 1966, i organitzà una expedició al Caucas el 1967. Des del 1966 va iniciar l'exploració de la majoria de les muntanyes catalanes, començant per la serra de Montsant i seguint amb escalades a Montserrat el 1968-72 i a Sant Llorenç del Munt el 1973-75, compaginant-ho, amb altres ascensions arreu de Catalunya entre el 1977 i el 1987 i als massissos de la Franja de Ponent entre el 1987 i el 1989.
Va ser un gran difusor de l'excursionisme i l'escalada i durant més de 20 anys va anar publicant llibres que reflectien la seva activitat excursionista i escaladora i també treballs sobre història de l'excursionisme i l'escalada a Catalunya.
El 1978 va fundar el Grup Cavall Bernat i creà el museu del mateix nom, una col·lecció particular d'objectes, llibres, ressenyes i material que fa referència al Cavall Bernat, potser la roca més emblemàtica de Montserrat. El 1972 va rebre la medalla de plata de la Federación Española de Montañismo, i el 1982 el premi de l'Associació de Dirigents de l'Esport. Altres condecoracions i reconeixements van ser la medalla Forjador de la Història Esportiva de Catalunya, concedida el 1991 i l'ensenya d'or de la FEEC el 1999. També el 1999 es va obrir al Cavall Bernat la via Josep Barberà.

## Obres publicades[4]
- Montserrat pam a pam: operació Montserrat. [Barcelona]: Publicacions de l'Abadia de Montserrat, 1977
- Sant Llorenç pam a pam (operació entre rius): Sant Llorenç del Munt, serres de l'Obac i del Cairat. Barcelona: Publicacions de l'Abadia de Montserrat, 1979
- Història d'una pedra: Cavall Bernat de Montserrat 1935- 1985. Barcelona : Vèrtex : Federació d'Entitats Excursionistes de Catalunya, 1985
- Les Nostres muntanyes. Barcelona: Generalitat de Catalunya. Departament de la Presidència. Secretaria General de l'Esport, 1990-1992. 2 volums
- Les Primeres del GAM en el seu cinquantenari muntanyenc. Barcelona: Grup d'Alta Muntanya, Club Muntanyenc Barcelonès, 1991
- Excursionistes recordats. Barcelona: Publicacions de l'Abadia de Montserrat, 1996